# Евзеров, Иегуда Цви
Лейб Моисеевич Евзеров (Цви-Иехуда, Иехуда-Лейб Евзеров; 1854, Мстиславль Могилёвской губернии — 16 апреля 1935, Тель-Авив) — раввин, проповедник, деятель движения Ховевей Цион.

## Биография
Родился в Мстиславле в семье торговца и арендатора Мойше Евзерова и его жены Ривки-Маши. Получил традиционное еврейское религиозное образование в хедере и иешивах Мстиславля и Хиславичей, где большую часть своей жизни был раввином и проповедником.
В 1881—1888 годах публиковал статьи в «Идише фолксблат» (под редакцией А. О. Цедербаума), в 1888—1889 годах — в «Ди идише фолкс-библиотек» (под редакцией Шолом-Алейхема), а также в периодических изданиях «Хамелиц», «Хацефира», «Идише тагеблат» и «Хайнт» на идише и иврите.
С 1890 года был членом Одесского Общества вспомоществования евреям земледельцам и ремесленникам в Сирии и Палестине. В 1917 году был делегатом сионистского съезда в Петрограде.
С 1922 жил в Эрец-Исраэль, где до самой смерти был проповедником в одной из синагог Тель-Авива.

## Семья
Племянник — Мануэль Львович (Лейбович) Евзеров (1869—1926), крупный российский предприниматель, в 1910 году основал в Санкт-Петербурге торговый дом по продаже автомобилей и их техническому обслуживанию, в 1907 году стал соучредителем Южного страхового от огня общества в Одессе. Его сын — Александр Эммануилович Евзеров (1895—1973), редактор ряда сионистских изданий на русском языке, промышленник.